# Disneyland Viewliner

Disneyland Viewliner est une ancienne attraction qui était située dans la section Tomorrowland du parc Disneyland en Californie.

## L'attraction
Le Viewliner était un train futuriste à voie étroite qui parcourait un circuit en 8 le long du Disneyland Railroad à Tomorrowland. Le design des deux trains étaient inspirés par les aérotrains de General Motors et était l'œuvre de l'ingénieur Bob Gurr.. Le circuit comprenait deux gares, l'une à Fantaysland et l'autre à Tomorrowland, mais les trains ne faisaient toujours qu'un seul arrêt, soit à l'une soit à l'autre : 
- Le train partant de la gare de Fantasyland, de couleur bleu avait des wagons nommé d'après des personnages Disney : Alice, Bambi, Cendrillon, Pinocchio et Clochette.
- Le train partant de la gare de Tomorrowland, de couleur rouge avait des wagons nommé d'après des planètes : Mars, Mercure, Jupiter, Saturne et Venus.

L'attraction a fermé en septembre 1958 pour laisser la place au Disneyland Monorail, après avoir emporté près de 1,5 million de passagers.
- Ouverture : 26 juin 1957[1]
- Fermeture : 15 septembre 1958[1]
- Conception : WED Entreprises
- Ticket requis : B
- Trains :
  - Nombre : 2 (bleu et rouge)
  - nombre de wagons : 5
  - Capacité : 32 passagers par wagons
  - Vitesse maximale : 48 km/h
- Type d'attraction : train miniature